# Ahaggar
Het Ahaggargebergte (in het Arabisch جبال هقار), ook bekend als de Hoggar, is een nationaal park en gebergte in centraal Sahara in het zuiden van Algerije. Het ligt ca. 1500 km ten zuiden van de hoofdstad Algiers en ten noordoosten van Tamanrasset. Het grootste deel van de regio is een steenwoestijn met een gemiddelde hoogte van meer dan 900 meter boven het zeeniveau. De hoogste top is 3003 meter hoog (de Tahat in de Atakor). Een bekende en drukbezochte plaats is Assekrem, waar Charles de Foucauld gewoond heeft in de zomer van 1905.
Het Ahaggargebergte bestaat voor het merendeel uit vulkanisch gesteente. Het klimaat is zeer warm in de zomer en temperaturen dalen tot onder 0°C in de winter. Regen komt zeer zelden voor. Toch is het Ahaggargebergte een plaats vol biodiversiteit, aangezien het klimaat minder extreem is dan in de meeste andere regio's van de Sahara.
Vroeger was de Ahaggarregio in de winter een belangrijke toeristische trekpleister in Algerije. Door politieke onrust in de regio – waaronder de conflicten in Libië en Mali – is het toerisme sterk afgenomen.

## Prehistorie en de bewoners
De streek is niet altijd een woestijn geweest maar kende ook periodes met meer neerslag, waardoor een savanne ontstond met meer diersoorten en planten.(zie Sahara) Ook de prehistorische mens was nadrukkelijk aanwezig en liet rotstekeningen achter. Alleen bij de droge rivierbeddingen is er vegetatie te zien. Bij regenval gaan de rivieren tijdelijk stromen. Ondergronds blijft vaak rivierwater achter dat wordt gebruikt door planten met diepe wortels. Andere planten groeien snel wanneer er water in de rivierbeddingen aanwezig is. Op de berghellingen is het water te snel weg om vegetatie toe te laten. Het regenwater komt ook naar boven bij oasen.
Het Ahaggarmassief wordt bewoond door de Imuhagh of Kel Ahaggar, een stam van de Toeareg. In de oase Abalassa dicht bij de stad van Tamanghasset is de graftombe van de beroemde Tin Hinan, de koningin en mythische voorouder van de Toeareg van Ahaggar. Volgens de legende zou Tin Hinan uit de regio Tafilalt van het Atlasgebergte komen.

## Geologie
De geologische basis van het Ahaggargebergte en omgeving is een behoorlijk oud schild dat bestaat uit verschillende kratons. Dit schild is lang voor het Cambrium gevormd en had honderden miljoenen jaren de tijd om te eroderen. Vanaf het Ordovicium zette rivierzand vanuit het zuiden zich af op het Precambrische schild zodat we er vandaag nog steeds zandsteen terug vinden. 
Terwijl Afrika dichter en dichter naar Europa dreef, zorgde de botsing die aanleiding gaf tot de Alpiene orogenese, voor het vervormen van de lithosfeer waardoor de magma onder het Ahaggar-gebergte de kans kreeg om aan de oppervlakte te komen. Bovendien waren de grenzen tussen de kratons zwakker. Zo'n 35 miljoen jaar geleden, tijdens het Eoceen kwam de magma aan de oppervlakte via de grenzen tussen de kratons en de nieuwe breuken van de Alpiene orogenese. In het oosten was het vooral vloeibare lava die een dik pakket tot wel 600 m afzette. Zo'n 20 miljoen jaar geleden kwamen er vulkanen en vulkaanpijpen waar vandaag de basaltzuilen van de vulkanische plug nabij Tamanrasset nog een getuige van zijn. Zo'n 2 miljoen jaar bedekten enkele lavastromen enkele valleien in het westelijk deel van Ahaggar.